# Федоров Денис Сергійович
Денис Сергійович Федоров (нар. 25 квітня 1979) — український футболіст, півзахисник.

## Життєпис
Вихованець донецького УОР. На початку кар'єри зіграв один матч у другій лізі України за дубль донецького «Шахтаря» і провів сезон у складі аутсайдера другої ліги «Металург» (Комсомольське), потім два роки не грав на професіональному рівні. На початку 2001 року приєднався до харківського «Арсеналу», з яким за підсумками сезону 2001/02 року заслужив право на вихід у першу лігу з другого місця в зональному турнірі другої ліги. Наступний сезон провів зі своїм клубом у першій лізі, в більшості матчів виходячи на заміну. Влітку 2003 року залишив «Арсенал» і грав у другій лізі за «Угольок» (Димитров) і «Черкаси» та в першій лізі за «Спартак» (Суми), але в жодному з вище вказаних клубів не закріпився.
У 2005 році перейшов у МТЗ-РІПО, з яким став бронзовим призером чемпіонату Білорусі та завоював Кубок країни, у фінальному матчі проти БАТЕ (2:1) відзначився одним з голів. Наступний сезон провів у складі аутсайдера вищої ліги «Білшини». Всього в чемпіонатах Білорусі зіграв 14 матчів та відзначився 2 голами.
Після повернення на батьківщину провів понад півроку в клубі другої ліги «Титан» (Донецьк), а також грав за декілька аматорських клубів. У другій половині 2010-их років працював директором спортивного комплексу «Кіровець» (Донецьк), а також грав за команду «Кіровець» в чемпіонаті Донецька з футзалу.

## Досягнення
МТЗ-РІПО (Мінськ)
- Білоруська футбольна вища ліга
  -  Бронзовий призер (1): 2005

- Кубок Білорусі
  -  Володар (1): 2004/05